# Stella dell'Eroe nazionale
La Stella dell'Eroe nazionale (in serbo-croato орден народног хероја o orden narodnog heroja?, in sloveno red narodnega heroja e in macedone орден на народен херој?) fu un'onorificenza militare della Jugoslavia.